# Flaix FM
Flaix FM est une station de radio espagnole, diffusant en Catalogne et à Andorre, ciblant un public dont la tranche d'âge varie entre 18 et 25 ans.

## Histoire

### Première génération (1992–2019)

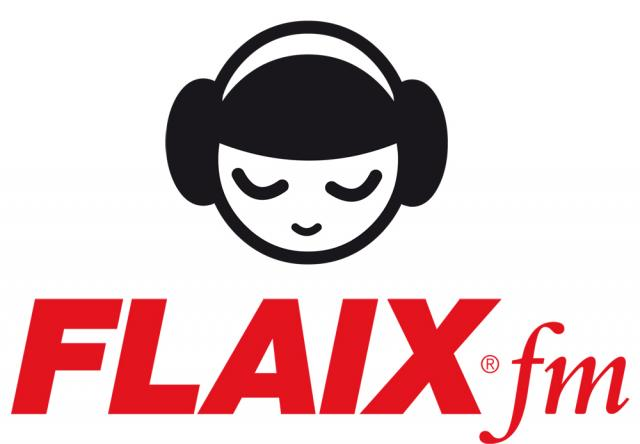
Ancien logo.

Flaix FM est fondée en 1992 par Miquel Calçada et Carles Cuní, et devient la première station de radio privée à émettre entièrement en catalan. En juin 2011, la station atteint 429 000 auditeurs selon l'Estudio General de Medios (EGM), se positionnant comme station de radio pionnière de dance, devenant ainsi la première dans son domaine et la deuxième la plus écoutée de Catalogne. 
En juillet 2015, Miquel Calçada quitte Grup Flaix pour se consacrer à la politique. Entre janvier et septembre 2017, ils diffusent au public sur le Bulevard Rosa à Barcelone, en raison de travaux de rénovation des studios du 9e étage. À l'occasion de son 25e anniversaire, une exposition commémorative a lieu au Palais Robert de Barcelone, et début 2018, les quatre albums commémoratifs du 25e anniversaire sont mis en vente.

### Deuxième génération (depuis 2019)
À partir de juin 2019, la station subit un processus de transition musicale intégrant du reggaeton, de la trap et de la pop latino, et à la mi-2021, elle avait déjà une large présence dans la programmation. La station maintient un programme dédié à la makina et la techno hardcore appelé Flaix FM History Màkina Legends qui dure deux heures, et est diffusé le dimanche soir. Désormais, la formule radio consiste à entremêler la musique latine avec la musique électronique des dernières années.
Fin 2020, Flaix FM est la troisième station de radio la plus écoutée en Catalogne avec une audience de 191 000 auditeurs quotidiens, moins de la moitié de ce que la station avait réalisé en juin 2011, environ 429 000 auditeurs selon l'EGM, cédant sa position à sa radio sœur Ràdio Flaixbac.

## Équipe
En plus de présenter les programmes, certains membres de l'équipe de la station sont DJ. C'est le cas de Carles Pérez, Héctor Ortega, et Sergi Domene. Grâce à leur participation, depuis 2021 Flaix FM diffuse non seulement des chansons mais aussi des sessions de musique électronique et de remix. De plus, ils participent à plusieurs festivals et clubs de musique électronique, nationaux et internationaux, et sont les fondateurs de l'Andorra Dance Sound Festival et du Punx Fest,.

## Podcasts
La station offre aux auditeurs la possibilité d'écouter des émissions qu'ils n'ont pas pu entendre en direct grâce aux différents podcasts présents sur le site web de la station de radio. Le site web intègre un moteur de recherche ainsi qu'une liste des différents programmes qui peuvent être triés par date ou par popularité. De plus, les résultats peuvent également être filtrés à l'aide de tags, soit par programme, soit par date de diffusion.

## Audience
Selon les données d'audience correspondant à l'EGM, Flaix FM enregistre ces audiences. Depuis la deuxième vague de 2021, outre les données totales d'auditeurs dont dispose la station, des données sur les auditeurs qui écoutent la station depuis la Catalogne ainsi que depuis l'extérieur de la Catalogne sont également fournies.

## Fréquences
- Andorre-la-Vieille : 93.8 FM
- Barcelone : 105.7 FM
- Sant Feliu de Guíxols : 88.4 FM
- Gérone : 99.6 FM
- Lérida : 104.1 FM
- Manresa : 105.9 FM
- Puigcerdà : 96.1 FM
- Tarragone : 101.8 FM
- Tortose : 102.9 FM

## Distinctions
- 2000 : Premi Nacional de Radiodifusió[15]